# Руан Круз
Руан Філіпе Родрігес де Соуза Круз (порт. Rwan Philipe Rodrigues de Souza Cruz), відоміший як Руан або Руан Круз (порт. Rwan Cruz, нар. 20 травня 2001, Ресіфі) — бразильський футболіст, нападник клубу «Ботафогу». Виступав також за клуби «Сантус» та «Лудогорець», у складі якого став чемпіоном Болгарії та володарем Суперкубка Болгарії.

## Ігрова кар'єра
Руан Круз народився 2001 року в місті Ресіфі, та є вихованцем юнацьких команд футбольних клубів «Фламенго» (Гуарульюс) та «Сантус». У професійному футболі дебютував 2022 року виступами за головну команду клубу «Сантус», в якій грав до 2023 року, взявши участь у 17 матчах чемпіонату. У 2023 році «Сантус» відправив Руана в піврічну оренду до клубу «Васко да Гама». У другій половині 2023 року футболіст перейшов до болгарського клубу «Лудогорець», у якому в цьому році став володарем Суперкубка Болгарії, а за підсумками сезону 2023—2024 років став у складі команди чемпіоном Болгарії. З початку 2025 року Руан Круз грає у складі бразильської команди «Ботафогу».

## Титули і досягнення
- Чемпіон Болгарії (1):

«Лудогорець»: 2023–2024
- Володар Суперкубка Болгарії (2):

«Лудогорець»: 2023, 2024